# Комодо
Комо́до (индон. Pulau Komodo) — остров в Индонезии площадью 390 км². Имеет вулканическое происхождение. Его население составляет всего 2 тысячи человек (2006).

## География

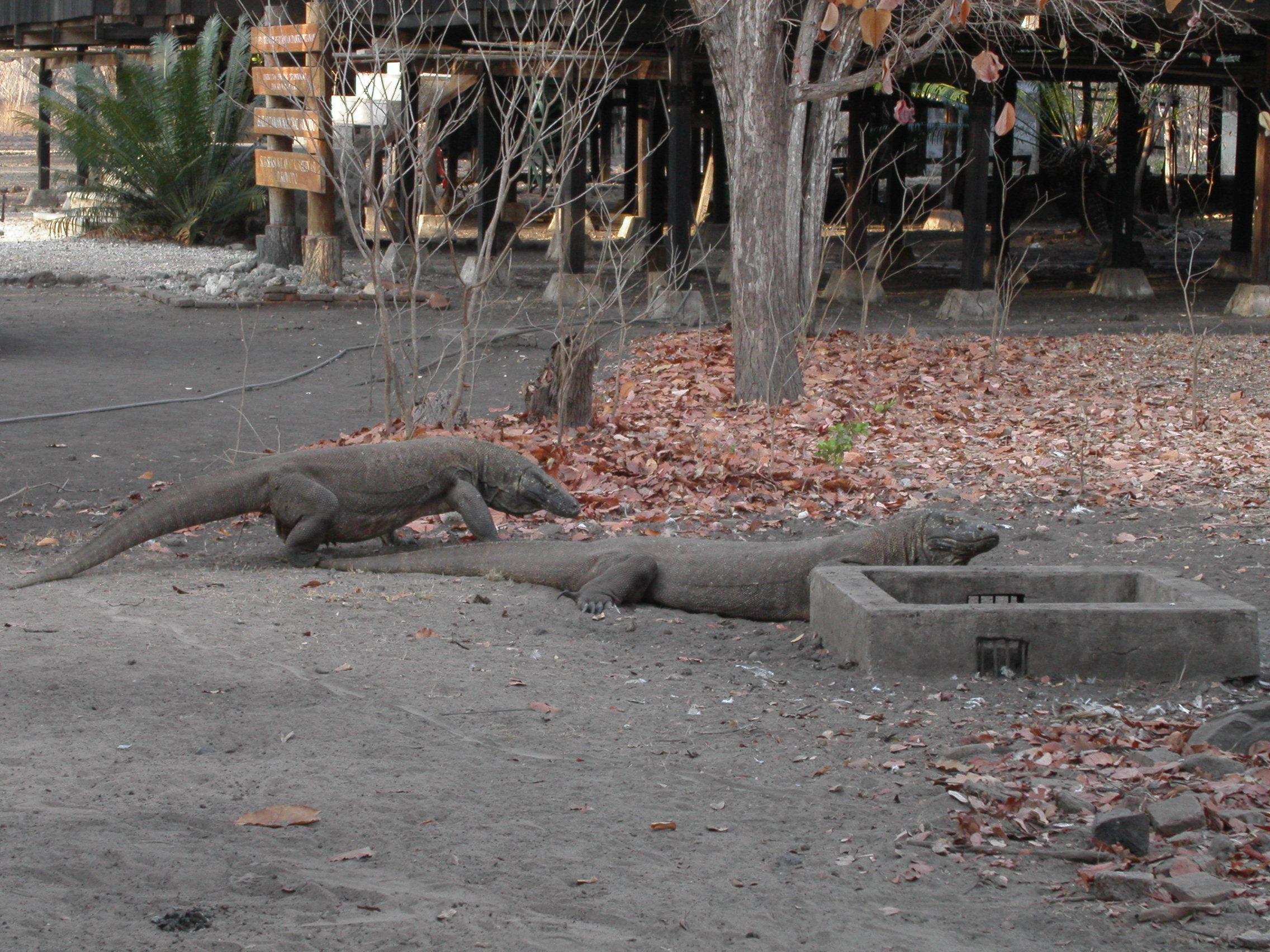
Комодские вараны в национальном парке «Комодо»

Комодо относится к Малым Зондским островам и расположен между более крупными соседними островами Сумбава на западе и Флорес на востоке. Он является частью Комодского национального парка. Особенно знамениты обитающие здесь комодские вараны.

## Население
Жители острова являются потомками бывших заключённых, которых высадили на острове и которые впоследствии смешались с племенем буги с острова Сулавеси. Население в большинстве своём исповедует ислам, однако существуют христианское и индуистское меньшинство.

## Туризм
Прибрежные регионы моря являются популярным местом для аквалангистов. Многие туристы приезжают сюда с острова Бали, чтобы увидеть уникальную наземную и подводную флору и фауну Комодо.